# Marie-Pierre Vieu
Marie-Pierre Vieu (ur. 1 lutego 1967 w Tarbes) – francuska polityk, działaczka partyjna i samorządowa, posłanka do Parlamentu Europejskiego VIII kadencji.

## Życiorys
Urodziła się w rodzinie działaczy związkowych i komunistycznych. Do Francuskiej Partii Komunistycznej (PCF) przystąpiła w wieku 19 lat. W latach 1994–1997 przewodniczyła lewicowej organizacji studenckiej UNEF. Ukończyła studia z zakresu literaturoznawstwa na Université Paris-Nanterre. W 2000 dołączyła do władz krajowych PCF, w 2008 została dyrektorem wydawnictwa Arcane 17, publikującego m.in. eseje członków partii komunistycznej.
W latach 2004–2015 była radną regionu Midi-Pireneje, od 2008 wybierana do rady miejskiej w Tarbes. W wyborach w 2014 bez powodzenia kandydowała do Europarlamentu z ramienia koalicyjnego Frontu Lewicy. Mandat posłanki do PE objęła w czerwcu 2017, gdy zrezygnował z niego Jean-Luc Mélenchon. Została członkinią grupy komunistycznej.